# Orthocladius algerinus
Orthocladius algerinus är en tvåvingeart som först beskrevs av Marcuzzi 1950.  Orthocladius algerinus ingår i släktet Orthocladius och familjen fjädermyggor.
Artens utbredningsområde är Algeriet. Inga underarter finns listade i Catalogue of Life.